# 점복

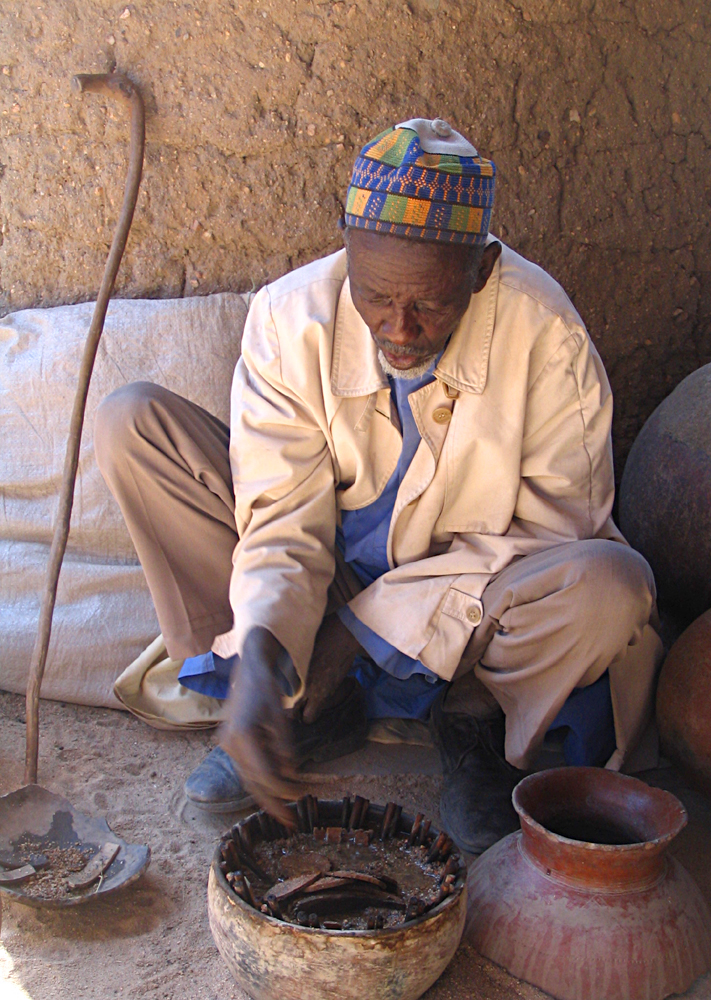

점복(占卜, 영어: divination)은 미래의 일이나 감추어진 일을 알기 위해 점을 치는 것을 말한다. 무당이나 판수가 치는 점을 무꾸리라고도 한다. 점을 치는 것을 배우는 학문은 복학(卜學)이라고 부른다.
사람들이 행동의 선택에 있어서, 즉 자신이 할 수 있는 방법으로써 도저히 어찌할 수 없을 때에 그 방법 이상의 방법을 얻어서 행동을 결정하려는 역할을 한다. 기로(岐路)에 선 인간에게 갈 길을 가리키는 것이 점복이라고 할 수 있다. 이때에 사람은 무꾸리를 통해서 지난 일을 알아 내고 앞으로 일어날 일을 예측해 보려고 한다. 그러므로 점복은 일종의 예언(豫言)적 요소를 지니고 있다.
이처럼 점은 초자연적인  방법으로 과거를 알아맞히거나, 앞날의 운수ㆍ길흉 따위를 미리 판단하는 일을 가리킨다고 할때 예언과는 달리 반드시 미래를 예측하는 것이 주된 목적이 아니라 대상이 의도하는 방향으로 이끄는 것을 주된 목적으로 하기에 예언과 혼동하는 것은 적절하지 않다.

## 역사
점복의 사상은 삼국시대에 이미 왕성하였다. 신라의 석탈해(昔脫解)는 삼일월형(三日月形)의 길지(吉地)를 발견하고 택지를 삼았으며, 백제의 의자왕(義慈王)은 초만월(初滿月)을 점쳤으며 고구려의 추남(楸南)은 선점(善占)하였으니 상자 속에 든 쥐를 알아맞추었다.

## 기록
《동국세시기》·《용재총화》 등에 점치는 풍속의 기록이 여기저기 실려 있다. 거기에는 청참(聽讖)·삼재법·오행점(五行占)·맥점(麥占)·달맞이 등의 점에 관한 풍습이 실려 있다.
설날 아침에 오행점을 쳐서 새해의 신수를 점친다. 나무에 금·목·수·화·토를 써서 장기쪽같이 만든다. 그것을 일시에 던져 그것들이 넘어지고 엎어진 것을 보고 점사(占辭)에 있는 말을 해석, 이해한다.
혹은 윷을 던져 새해의 길흉을 점친다. 대개 3번을 던져 짝을 짓고 3번 나온 괘(卦)로 요사(繇辭)에 맞춰서 결정한다. 예를 들면 도·도·도…건(乾)이면 아이가 어머니를 만남, 도·모·모…췌(萃)이면 가난한 사람이 보물을 얻음 따위이다. 요사는 64괘로 되어 있다.
점복하는 사람의 명칭은 여러 가지이다.
조선때에는 박수·선사(禪師)라고도 하였다. 《용재총화》에 따르면 광통교(廣通橋) 근처에 나이먹은 맹복(盲卜)인 김을부(金乙富)가 복서(卜筮)로 이름을 날렸던 모양이다. 세인들이 그를 선사(禪師)라고 불렀다. 그런데 독경을 하는 맹인들은 모두 삭발하고 복서를 업으로 삼았다. 그리고 복서에 쓰이는 점서(占書)에 당나라 것과 본국의 것이 있었는데 당나라 것이 더 효험이 있었다고 한다. 오늘날에도 당의 것이 쓰이고 있다. 그리고 점에 종사하는 자를 복술자(卜術者)·복자(卜者)·술자(術者)라고 부르기도 했다.

## 방법
점복에는 여러 방법이 있는데 몇 가지만을 예시해 본다.

### 음청(陰晴)
- 정월 상원일(上元日)에 맑으면 백과(百果)가 풍성하다.
- 2월에 비가 오면 그 해의 곡식은 풍성하지 못하다. 3월 초사흘에 비가 내리면 누에에 좋다.
- 3월 초사흘에 비가 많이 내리면 곡식이 귀하고 초파일에 비가 오면 그 해는 풍년이다.
- 7월 입추에 비가 조금 오면 길(吉)하고 큰 비가 내리면 곡식이 상한다.
- 8월 사일(社日)에 비가 오면 다음 해에 풍년이다.
- 9월 아흐레에 비가 오면 큰 수확을 거둔다.
- 10월 보름 날씨가 맑으면 겨울에 따뜻하다.

8절후의 음청을 보고도 점을 친다. 입춘·춘분·입하·하지·입추·추분·입동·동지가 8절후(八節候)이다. 이날의 날씨로 오곡(五穀)과 재앙을 점친다. 하늘에 낀 구름 모양이나 햇빛의 모양이나 무지개 등에 의해서 다음 날의 일기를 점치는 일도 있다. 이런 것을 '음청결(陰晴訣)'이라고 한다.

### 명운(命運)
남녀의 앞날의 운세를 점치는 방법에는 여러 가지가 있는데, 남녀사주·길흉법(吉凶法)은 사주의 태세(太歲)와 월건(月建)과 일진(日辰)과 시수(時數)의 순서로 합하여 본다. 태세의 간수(干數)와 월건의 간수를 합하여 초분(初分)으로 하고, 월건과 일진의 간수를 합하여 중분(中分)으로 하며, 일간(日干)과 시간의 수를 합하여 말분(末分)으로 삼는다. 그 셋을 합한 수를 비결에 맞추어서 거기에 있는 비결문을 해득하여 길흉(吉凶)을 알아 낸다.

### 단시(斷時)
육임단시결법(六壬斷時訣法)은 점자(占者)의 생년간지(남간여지)와 점치는 날짜의 일간(日干)과 시간의 시지(時支)를 합하여 작괘(作卦)한다. 그 괘에 따라 결문(訣文)을 해석하여 판단을 내린다.

### 몽참(夢讖)
몽참은 꿈을 꾼 내용을 해석하여 그 뜻을 알고 행동을 취하려는 것이다. 해몽법에는 여러 종류가 있다. 천문일월성신(天文日月星辰), 지리·산석(山石)·수목, 신체·치발(齒髮), 관대(冠帶)·의복, 궁실·옥우(屋宇)·창고, 칼·북·쇠, 금은·주옥, 거울·비녀·빗 등등의 꿈을 꾸었을 때 무엇이 길(吉)이고 무엇이 흉(凶)이라는 것이 해몽법에 기록되어 있다. 그 지시에 따라 행동하면 합법적이라는 것이다. 예를 들면 꿈에서 본 거울이 밝으면 길(吉)하고 흐리면 흉(凶)하다는 따위이다.

## 같이 보기
- 토정비결
- 풍수지리
- 역학 (철학)
- 관상학
- 점성술
- 타로
- 신탁 (종교)
- 다우징
- 파자점(破字占)
- 뉴에이지
- 영지주의
- 신비주의